# Ulf Lafferenz
Ulf Lafferenz (* 11. August 1941 in Hamburg) ist ein deutscher Politiker der CDU und ehemaliges Mitglied in der Hamburgischen Bürgerschaft.

## Leben und Beruf
Lafferenz ist Oberstudienrat mit zweitem Staatsexamen. Er studierte in Hamburg, Tübingen und London und arbeitet ab 1969 als Lehrer in den Fächern Deutsch, Englisch und Philosophie an der Peter-Petersen-Gesamtschule und seit 2001 am Gymnasium Grootmoor. Lafferenz ist verheiratet und seit 2006 im Ruhestand.

## Politik
Seit 1976 ist Lafferenz in der Kommunalpolitik aktiv. Zu seinen Schwerpunkten gehörte die ökologische Stadtentwicklung. Nachdem er zunächst dem Ortsausschuss Alstertal angehört hatte, war er von 1986 bis 1993 Bezirksabgeordneter im Bezirk Wandsbek.
Vom 6. Oktober 1993 bis zur Bürgerschaftswahl 2001 war er Mitglied der Hamburgischen Bürgerschaft. Er saß dort für seine Fraktion im Umweltausschuss und im Stadtentwicklungsausschuss. Anschließend gehörte er erneut der Bezirksversammlung Wandsbek an.